# Championnat du Luxembourg de football 2017-2018
Navigation
Saison précédente Saison suivante
La saison 2017-2018 de Division nationale est la cent-quatrième édition de la première division luxembourgeoise. Les quatorze clubs participants au championnat sont confrontés à deux reprises aux treize autres. En fin de saison, les deux derniers du classement sont relégués et remplacés par les deux premiers de deuxième division. Un barrage de promotion-relégation oppose le 12e de Division Nationale au 3e de Division d'Honneur.

## Les 14 clubs participants
| Club                         | Stade                       | Capacité | Ville             |
| ---------------------------- | --------------------------- | -------- | ----------------- |
| UNA Strassen                 | Complexe Sportif Jean Wirtz | 2 000    | Strassen          |
| F91 Dudelange                | Stade Jos Nosbaum           | 4 650    | Dudelange         |
| Union Sportive Esch-Alzette  | .                           | .        | Esch-sur-Alzette  |
| AS Jeunesse d'Esch           | Stade de la Frontière       | 5 400    | Esch-sur-Alzette  |
| RM Hamm Benfica              | Stade du Cents              | 2 800    | Luxembourg        |
| Victoria Rosport             | VictoriArena                | 2 500    | Rosport           |
| Football Club Differdange 03 | Stade du Thillenberg        | 6 000    | Differdange       |
| CS Fola Esch                 | Stade Émile-Mayrisch        | 3 900    | Esch-sur-Alzette  |
| Union sportive Hostert       | Stade Jos Becker            | 1 500    | Hostert           |
| UT Pétange                   | Stade municipal de Pétange  | 2 400    | Pétange           |
| FC Progrès Niederkorn        | Stade Jos Haupert           | 2 800    | Differdange       |
| Racing FC Union Luxembourg   | Stade Achille-Hammerel      | 5 900    | Luxembourg        |
| US Mondorf-les-Bains         | Stade John Grün             | 3 600    | Mondorf-les-Bains |
| Football Club Rodange 91     | Stade Joseph Philippart     | 3 400    | Rodange           |

## Compétition

### Classement
Le classement est établi sur le barème de points classique (victoire à 3 points, match nul à 1, défaite à 0).
Pour départager les égalités, on tient d'abord compte de la différence de buts générale, puis du nombre de buts marqués, puis des confrontations directes et enfin si la qualification ou la relégation est en jeu, les deux équipes jouent une rencontre d'appui sur terrain neutre.
| Rang | Équipe               | Pts | J  | G  | N  | P  | Bp | Bc | Diff |
| ---- | -------------------- | --- | -- | -- | -- | -- | -- | -- | ---- |
| 1    | F91 Dudelange T      | 68  | 26 | 22 | 2  | 2  | 81 | 26 | +55  |
| 2    | Progrès Niederkorn   | 63  | 26 | 20 | 3  | 3  | 72 | 28 | +44  |
| 3    | Fola Esch            | 47  | 26 | 14 | 5  | 7  | 72 | 41 | +31  |
| 4    | Jeunesse d'Esch      | 44  | 26 | 13 | 5  | 8  | 52 | 35 | +17  |
| 5    | Differdange 03       | 38  | 26 | 11 | 5  | 10 | 48 | 38 | +10  |
| 6    | US Mondorf-les-Bains | 38  | 26 | 10 | 8  | 8  | 40 | 36 | +4   |
| 7    | Racing Luxembourg C  | 35  | 26 | 9  | 7  | 9  | 41 | 40 | +1   |
| 8    | US Hostert P         | 34  | 26 | 9  | 7  | 10 | 37 | 46 | -9   |
| 9    | UT Pétange           | 31  | 26 | 9  | 4  | 13 | 43 | 51 | -8   |
| 10   | RM Hamm Benfica      | 30  | 26 | 8  | 6  | 12 | 30 | 45 | -15  |
| 11   | UNA Strassen         | 29  | 26 | 8  | 5  | 13 | 38 | 60 | -22  |
| 12   | Victoria Rosport     | 26  | 26 | 7  | 5  | 14 | 37 | 59 | -22  |
| 13   | Rodange 91 P         | 22  | 26 | 4  | 10 | 12 | 27 | 55 | -28  |
| 14   | US Esch P            | 4   | 26 | 1  | 1  | 24 | 15 | 73 | -58  |

| Légende : Qualifications et relégations | Légende : Qualifications et relégations                                                      |
| --------------------------------------- | -------------------------------------------------------------------------------------------- |
|                                         | Ligue des champions 2018-2019 (1er tour de qualification)                                    |
|                                         | Ligue Europa 2018-2019 (1er tour de qualification)                                           |
|                                         | Qualification pour le barrage de relégation en Promotion d'honneur                           |
|                                         | Relégation en Promotion d'honneur                                                            |
|                                         | T : Tenant du titre 2016-2017 P : Promu en 2017-2018 C : Vainqueur de la Coupe du Luxembourg |

## Barrage Promotion
Le club ayant terminé 12e de Division Nationale joue sa place parmi l'élite face au 3e de Promotion d'Honneur, lors d'un match disputé sur terrain neutre.
| Équipe 1         | Résultat | Équipe 2    |
| ---------------- | -------- | ----------- |
| Victoria Rosport | 2 - 0    | UN Käerjeng |

## Bilan de la saison
| Championnat du Luxembourg de football 2017-2018 |                           |
| Champion                                        | F91 Dudelange (14e titre) |
| Coupes et trophées                              |                           |
| Vainqueur de la Coupe du Luxembourg 2017-2018   | Racing Luxembourg         |
| Qualifications continentales                    |                           |
| Ligue des champions de l'UEFA 2018-2019         | F91 Dudelange             |
| Ligue Europa 2018-2019                          | Racing Luxembourg         |
| Ligue Europa 2018-2019                          | FC Progrès Niedercorn     |
| Ligue Europa 2018-2019                          | CS Fola Esch              |
| Promotions et relégations                       |                           |
| Promus en Division nationale                    | Etzella Ettelbruck        |
| Promus en Division nationale                    | US Rumelange              |
| Relégués en Promotion d'honneur                 | Rodange 91                |
| Relégués en Promotion d'honneur                 | US Esch                   |